# Kaple svaté Anny (Pustiměř)
Kaple svaté Anny je církevní stavba v obci Pustiměř, která byla postavena ve 14. století, pravděpodobně biskupem Janem Volkem. Kaple je od roku 1687 spjata s „bratrstvem svaté Anny“ od té doby je poutním místem. Je chráněna jako kulturní památka České republiky.

## Historie
Kaple v roce 1635 vyhořela a obnovena byla ještě za kardinála Františka z Ditrichštejna. Kaple je postavena na základech starší stavby na půdorysu řeckého kříže. V roce 1694 měla společnou sakristii s rotundou. Dnešní podobu má kaple z roku 1820. Na přelomu 19. a 20. století kaple sloužila po 6 let jako farní kostel. Kaple je poutním místem a kulturní památkou.